# Пегашева, Анна Ивановна
Анна Ивановна Пегашева (21 июля 1925 года, Багышково, Артинский район, Кунгурский округ, Уральская область — 6 января 2008 года, там же) — Герой Социалистического Труда (1971), звеньевая по выращиванию кормовых культур в совхозе «Дружба» Артинского района Свердловской области, «Почётный гражданин Артинского городского округа».

## Биография
Родилась 21 июля 1925 года в деревне Багышково Артинского района Кунгурского округа Уральской области в семье кузнеца, по национальности мари.
Окончила семилетнюю школу в 1941 году.
Трудовую деятельность начала нянькой в колхозных детских яслях. Затем стала помощницей счетовода, через год стала счетоводом артели. Работала разнорабочей колхоза «Пеледыш». В апреле 1961 возглавила звено в совхозе имени Свердлова. В 1961—1990 годах была звеньевой овощеводческой бригады, затем управляющая отделением совхозов имени Свердлова и «Дружба» Артинского района. Организовала звено на получение высоких урожаев сахарной и кормовой свеклы.
Была членом КПСС с 1963 года, депутатом Свердловского областного Совета.
Скончалась 6 января 2008 года в родном селе.

## Награды
За свои достижения был награждён:
- 1966 — орден Ленина;
- 08.04.1971 — звание Герой Социалистического Труда с золотой медалью Серп и Молот и орден Ленина «за высокие урожаи (по 600 центнеров корнеплодов с гектара)»;
- 1973 — орден Октябрьской Революции;
- 08.08.2002 — звание «Почетный гражданин Артинского городского округа» по Решению районного Совета МО «Артинский район» № 134.